# Трансплантация фекальной микробиоты
Трансплантация фекальной микробиоты (ТФМ), также известная как «трансплантация кала», «пересадка кала», «пересадка фекальной микробиоты», «фекальная бактериотерапия», «фекалотерапия», — это процесс трансплантации кишечных бактерий и бактериофагов, содержащихся в кале здорового человека или нескольких здоровых людей, реципиенту, страдающему тем или иным заболеванием, при котором может быть показан этот метод лечения. Процедура ТФМ представляет собой процесс принудительного искусственного восстановления нормального баланса кишечной микрофлоры при помощи введения всего комплекса «здоровых» живых бактерий и их бактериофагов, находящихся в нефильтрованной гомогенизированной взвеси (суспензии) или в фильтрате раствора кала здорового донора или нескольких здоровых доноров в желудочно-кишечный тракт пациента, являющегося реципиентом. Для введения суспензии или фильтрата раствора кала в организм реципиента при этом могут быть использованы разные методы. Введение может осуществляться непосредственно в толстую кишку при помощи колоноскопа, или в желудок либо в двенадцатиперстную кишку при помощи желудочного или дуоденального зонда, вводимого через нос или рот, или в прямую кишку (откуда суспензия-гомогенат или фильтрат силой тяжести переходят в толстую кишку) при помощи клизмы. Разработан также метод ТФМ без использования инвазивных методов введения фекальной микробиоты в организм, при помощи приёма внутрь капсул с замороженным и высушенным препаратом фекальной микробиоты, полученной от здорового донора или нескольких здоровых доноров.

## Определение и синонимы
Трансплантация фекальной микробиоты, или ТФМ, согласно принятому определению, представляет собой процедуру переноса (трансфера) фекального материала, содержащего живые бактерии, грибки и бактериофаги, а также вырабатываемые ими пребиотики (вещества, способствующие развитию дружественных микроорганизмов) и природные антибиотики против бактерий и грибков-конкурентов, плюс донорские антитела (в основном секреторные, то есть класса IgA), белки слизи, желчные кислоты и другие компоненты, от здорового донора к больному человеку, являющемуся реципиентом.

## Медицинское применение

### ИнфекцияClostridium difficile

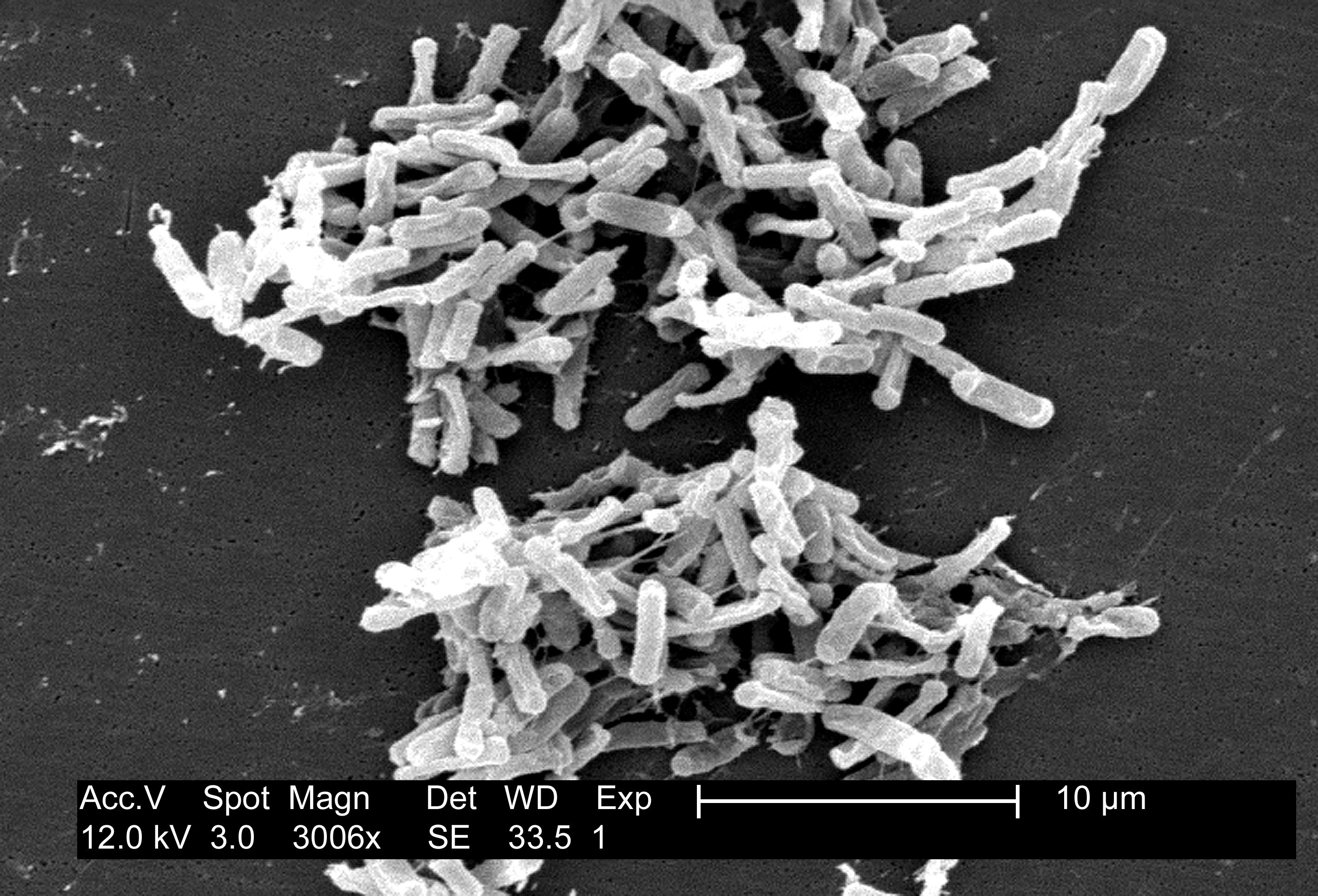
Микроб Clostridium difficile

Исследования показывают, что процедура ТФМ может быть эффективным методом лечения инфекций, вызванных Clostridium difficile, которые могут варьировать по своей тяжести от простого поноса (диареи) до тяжёлого псевдомембранозного колита и/или токсического расширения толстой кишки. Вследствие взрывного, эпидемического характера роста в мире заболеваемости, связанной с инфекциями Clostridium difficile, а также в связи с ростом устойчивости этого микроорганизма к метронидазолу и ванкомицину, особенно в Северной Америке и Европе, ТФМ стала получать всё большую популярность и освещение как в СМИ, так и в научной литературе. Ряд экспертов даже призвали к тому, чтобы начать считать ТФМ терапией первой линии, или терапией выбора, для всех случаев инфекции Clostridium difficile, а не только тяжёлых, осложнённых, рецидивирующих или не поддающихся терапии стандартными антибиотиками (метронидазолом, ванкомицином). В 2013 году двойное слепое рандомизированное контролируемое клиническое испытание показало высокую эффективность ТФМ, взятой от здоровых доноров, в лечении рецидивирующих инфекций Clostridium difficile у взрослых. В лечении этого состояния ТФМ оказалась эффективнее, чем применение одного лишь ванкомицина.

### Другие заболевания ЖКТ
Болезнь Крона
ТФМ также исследуется в качестве экспериментального метода лечения других гастроэнтерологических и колопроктологических заболеваний, таких, как различные колиты (в частности, неспецифический язвенный колит, болезнь Крона), хронические запоры, хронические поносы, хронические кишечные инфекции (хронический шигеллёз, хронический сальмонеллёз, иерсиниоз, кампилобактериоз и др.), синдром раздражённого кишечника и другие. На ранних этапах находится также изучение потенциальной эффективности ТФМ при внекишечных заболеваниях, в частности эндокринно-обменных (ожирение, сахарный диабет, метаболический синдром), неврологических (болезнь Паркинсона, рассеянный склероз и др.), психических (аутизм, большая депрессия и др.), гепатологических (печёночная энцефалопатия) и других. В США FDA с 2013 года регулирует человеческий кал как экспериментальное лекарство. Это означает, что для применения его по другим показаниям, отличным от лечения рецидивирующей инфекции Clostridium difficile, нужно получать специальное разрешение FDA по каждому случаю отдельно.
Перед собственно процедурой ТФМ для лечения заболеваний, отличных от инфекции Clostridium difficile, может предусматриваться или не предусматриваться фаза стерилизации кишечника реципиента для уничтожения (вернее, уменьшения численности популяции) его собственной кишечной микрофлоры с помощью курса кишечных антибиотиков, лечебного голодания и/или курсового применения клизм, курса гидроколонотерапии и/или сильных слабительных, или с помощью курса искусственного повышения температуры тела (пиротерапии). Стерилизация кишечника реципиента преследует цель освободить экологические ниши в кишечнике реципиента для донорских фекальных микроорганизмов, облегчить тем самым их приживление на новом месте и колонизацию ими кишечника реципиента, то есть повысить эффективность процедуры ТФМ. Кроме того, стерилизация кишечника реципиента перед процедурой ТФМ преследует также цель уменьшить популяцию условно патогенных микроорганизмов, избыточно размножающихся в кишечнике больных с теми заболеваниями, при которых показана ТФМ, и облегчить донорским микроорганизмам задачу конкуренции с ними и контроля их численности.

## Побочные эффекты
Побочные эффекты остаются не до конца изученными. Несмотря на то, что они возникают достаточно часто, абсолютное большинство из них протекает в лёгкой форме и самостоятельно прекращается в течение короткого времени. Однако зарегистрированы и серьёзные побочные эффекты, включая 2 смертельных исхода, связанных с ТФМ.
Побочные эффекты ТФМ:
- Метеоризм
- Диарея
- Нерегулярная перистальтика кишечника
- Дискомфорт и/или боли в животе
- Тошнота и/или рвота
- Повышение температуры тела
- Синдром системного воспалительного ответа
- Инфицирование бактериями и/или вирусами
- Воспалительные заболевания кишечника

Побочные эффекты, связанные с процедурой ТФМ:
- Аспирация (попадание в дыхательные пути) фекалий
- Механические повреждения верхних и нижних отделов ЖКТ

Для лучшего понимания и контроля побочных эффектов рекомендуется проведение высококачественных рандомизированных контролируемых исследований.

## В России
В России процедура проходит стадию клинической апробации. Клинические исследования фекотрансплантации проводит Новосибирский Центр новых медицинских технологий.

## В массовой культуре
В восьмом эпизоде двадцать третьего сезона популярного американского мультсериала «Южный Парк» под названием «Похитители какашек» (англ. Turd Burglars), основная сюжетная линия строится  на пародийных злоупотреблениях фекальной трансплантацией.
17 июня 2025 года на российской телевидении вышел первый выпуск перезапуска шоу «Ревизорро», в котором журналистка Елена Летучая провела расследование о процедуре ТФМ и её проведении в клиниках России, где процедура находится в стадии клинической пробации.